# Зенит-Автомат

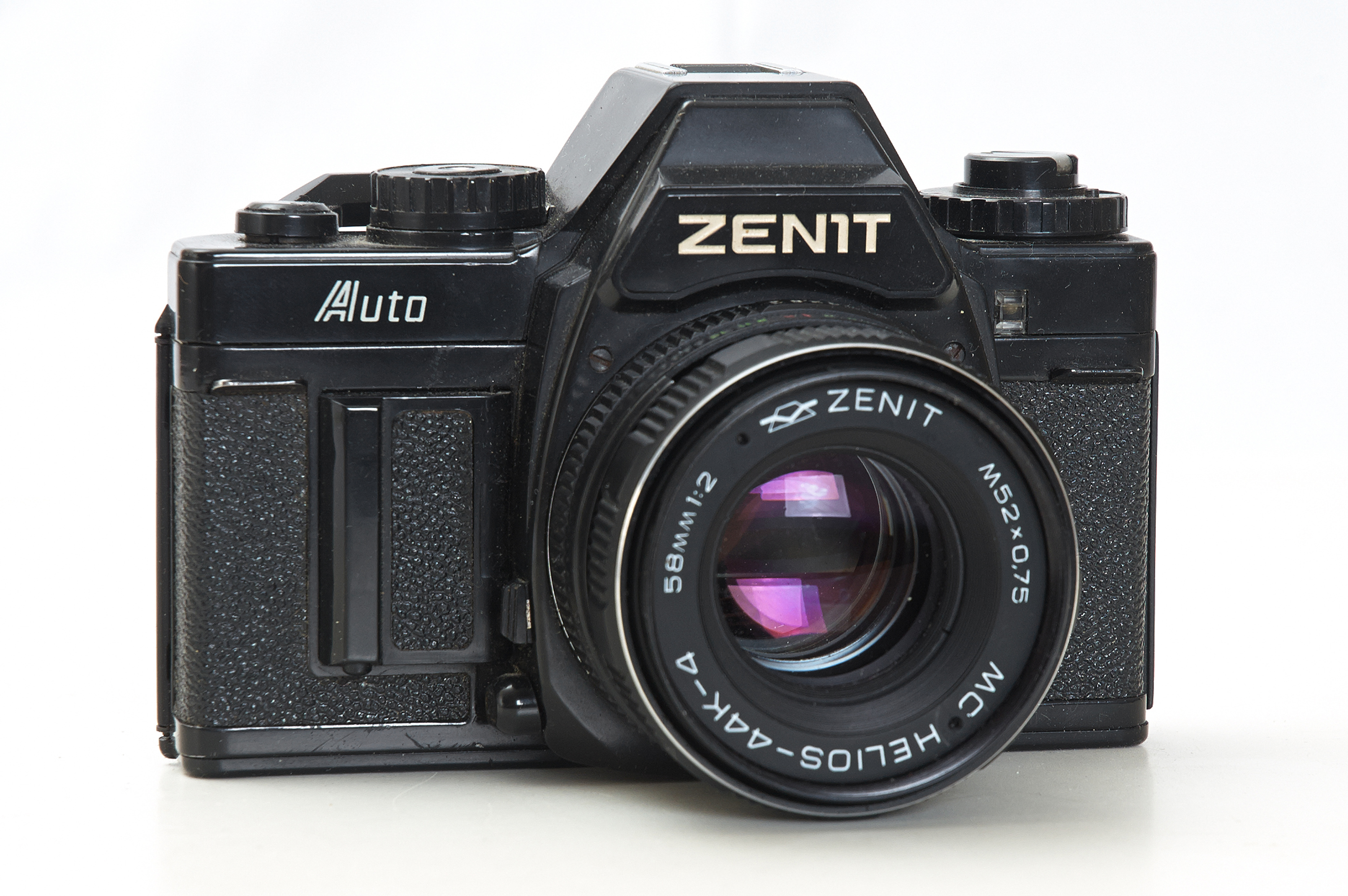
Экспортный Zenit Auto

«Зени́т-Автома́т» — малоформатный однообъективный зеркальный фотоаппарат с заобъективным измерением и автоматическим управлением экспозицией, выпускавшийся Красногорским механическим заводом с 1984 до 1994 года. Первый фотоаппарат КМЗ с байонетом К, ставший основой семейства «Зенит-Автомат». На экспорт поставлялся под названием Zenit Auto. Всего выпущено 68 002 штуки.
Фотоаппараты семейства («Зенит-14», «Зенит-АМ», «Зенит-АМ2») пришли на смену линейкам, разработанным в 1970-х годах: «Зенит-TTL» и «Зенит-19». Появлению линейки «Зенит-Автомат» предшествовали несерийные модели «Зенит-20», «Зенит-21», «Зенит-22», «Зенит-23».

## Технические характеристики
- Тип применяемого фотоматериала — 35-мм перфорированная фото- или киноплёнка шириной 35 мм (фотоплёнка типа 135) в стандартных кассетах. Размер кадра — 24×36 мм.
- Корпус — литой из алюминиевого сплава, с открывающейся задней стенкой, скрытый замок.
- Курковый взвод затвора и перемотки плёнки. Курок имеет два положения — транспортное и рабочее. Обратная перемотка рулеточного типа. Счётчик кадров самосбрасывающийся при открывании задней стенки.
- Затвор с электронным управлением, шторно-щелевой с горизонтальным движением матерчатых шторок. Выдержки затвора — от 1 до 1/1000 с и «B».
- Выдержка синхронизации с электронной фотовспышкой — 1/60 с.
- Центральный синхроконтакт и кабельный синхроконтакт «Х».
- Тип крепления объектива — байонет К.
- Штатный объектив (с «прыгающей» диафрагмой):
  - «Гелиос-44К-4» 2/58, «МС Гелиос-44К-4» 2/58
  - «Гелиос-77K-4» 2/50, «MC Гелиос-77K-4» 2/50
- Репетир диафрагмы.
- «Зенит-Автомат» комплектовался адаптером для крепления объективов с резьбовым соединением М42×1/45,5.
- Фокусировочный экран — линза Френеля с матовым кольцом и микрорастром, клинья Додена в центре. Недокументированная функция — возможность замены фокусировочного экрана (сменные экраны не выпускались). Поле зрения видоискателя 23×35 мм.
- «Зенит-Автомат» — автомат с приоритетом диафрагмы. TTL-экспонометрическое устройство (заобъективная экспонометрия) с сернисто-кадмиевыми (CdS) фоторезисторами. При установленной светочувствительности фотоплёнки и диафрагме выдержка устанавливается автоматически. Светоизмерение на открытой диафрагме. Светодиодная индикация о работе экспонометрического устройства в поле зрения видоискателя. Свечение верхнего светодиода информирует о выдержке короче 1/1000 с, нижнего — выдержка длиннее 1/30 с. Попеременное мигание двух светодиодов информирует о выдержке в диапазоне от 1/1000 до 1/30 с. При применении светофильтров автоматически вносятся поправки на их плотность.
- Экспопамять включается неполным нажатием спусковой кнопки, затем проводится кадрирование и собственно съёмка.
- Диапазон светочувствительности фотоплёнки 25-1600 ед. ГОСТ. Диск установки светочувствительности совмещён с головкой экспокоррекции (± 2 ступени).
- Диск режимов фотоаппарата позволяет устанавливать режимы: L — блокировка спусковой кнопки; В — выдержка от руки; Х — выдержка синхронизации 1/60 с; А — съёмка в автоматическом режиме.
- Источник питания фотоаппарата — четыре элемента РЦ-53 (РХ-625) или батарея РХ-28 (6 вольт).
- Электрический разъём дистанционного спуска затвора, для корректной работы экспонометрического устройства при использовании дистанционного спуска окуляр видоискателя необходимо закрывать заслонкой.
- Электронный автоспуск со светодиодной индикацией.
- На фотоаппарате установлено центральное штативное гнездо с резьбой 1/4 дюйма.

Часть выпуска камеры «Зенит-Автомат» оснащалась импортным электронным блоком управления (Франция). Эти аппараты поставлялись, как правило, на экспорт. Фотоаппараты с французской электроникой имели незначительные отличия в работе автоспуска, при отработке длительных выдержек, при работе с экспопамятью.

Zenit Auto
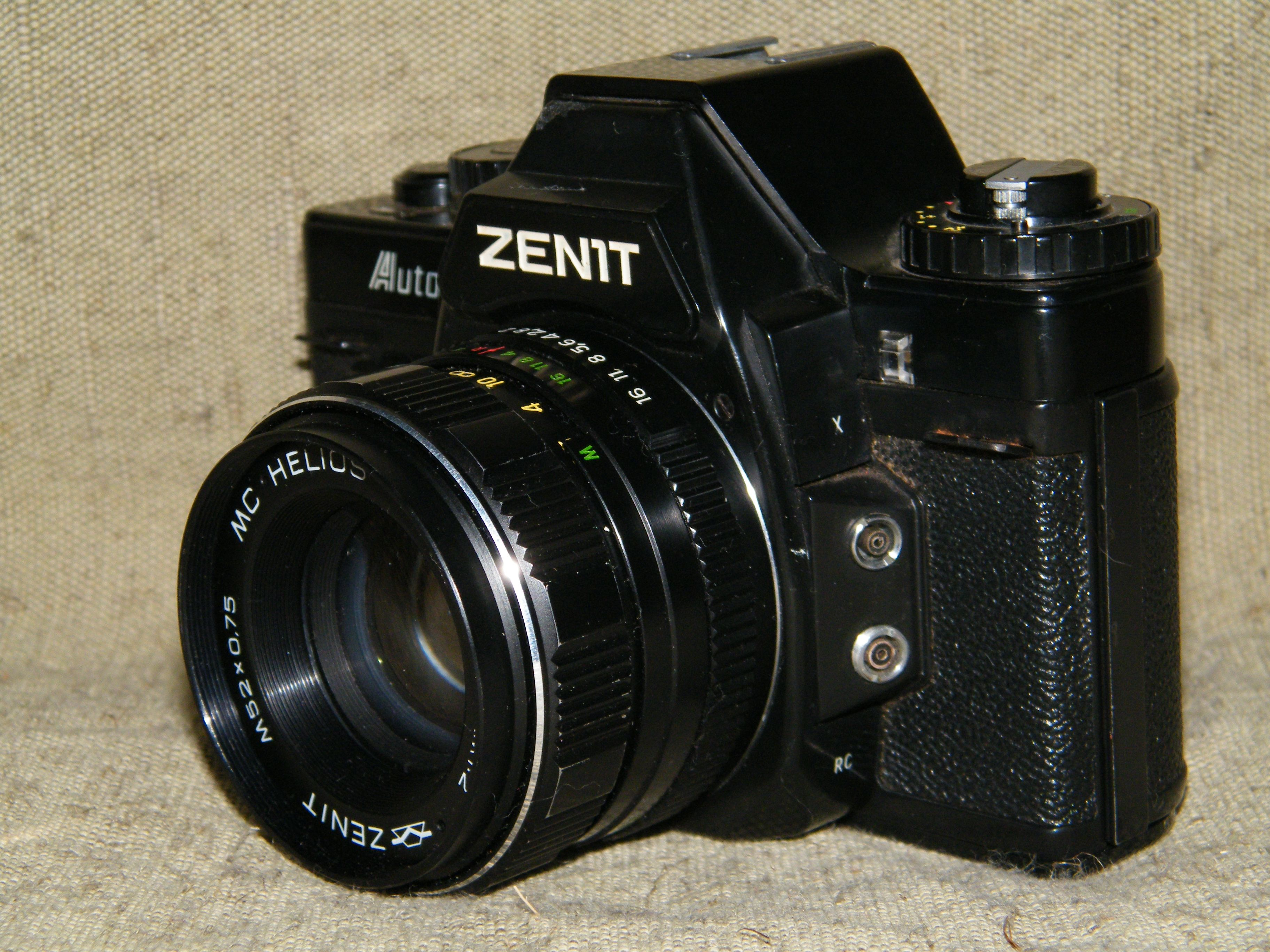
Кабельный синхроконтакт и разъём внешнего источника питания. Над ними — индикатор автоспуска.
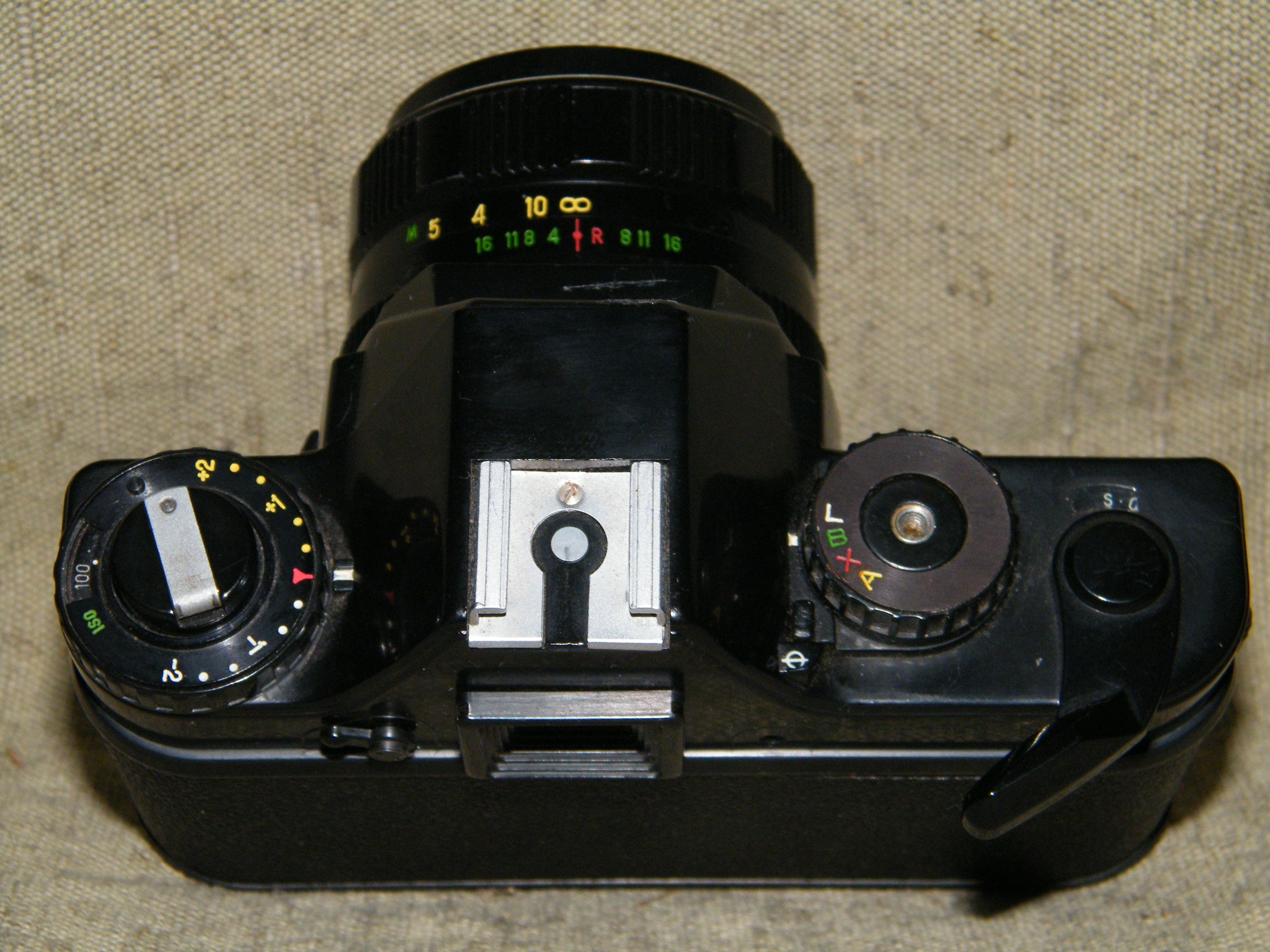
Верхняя панель
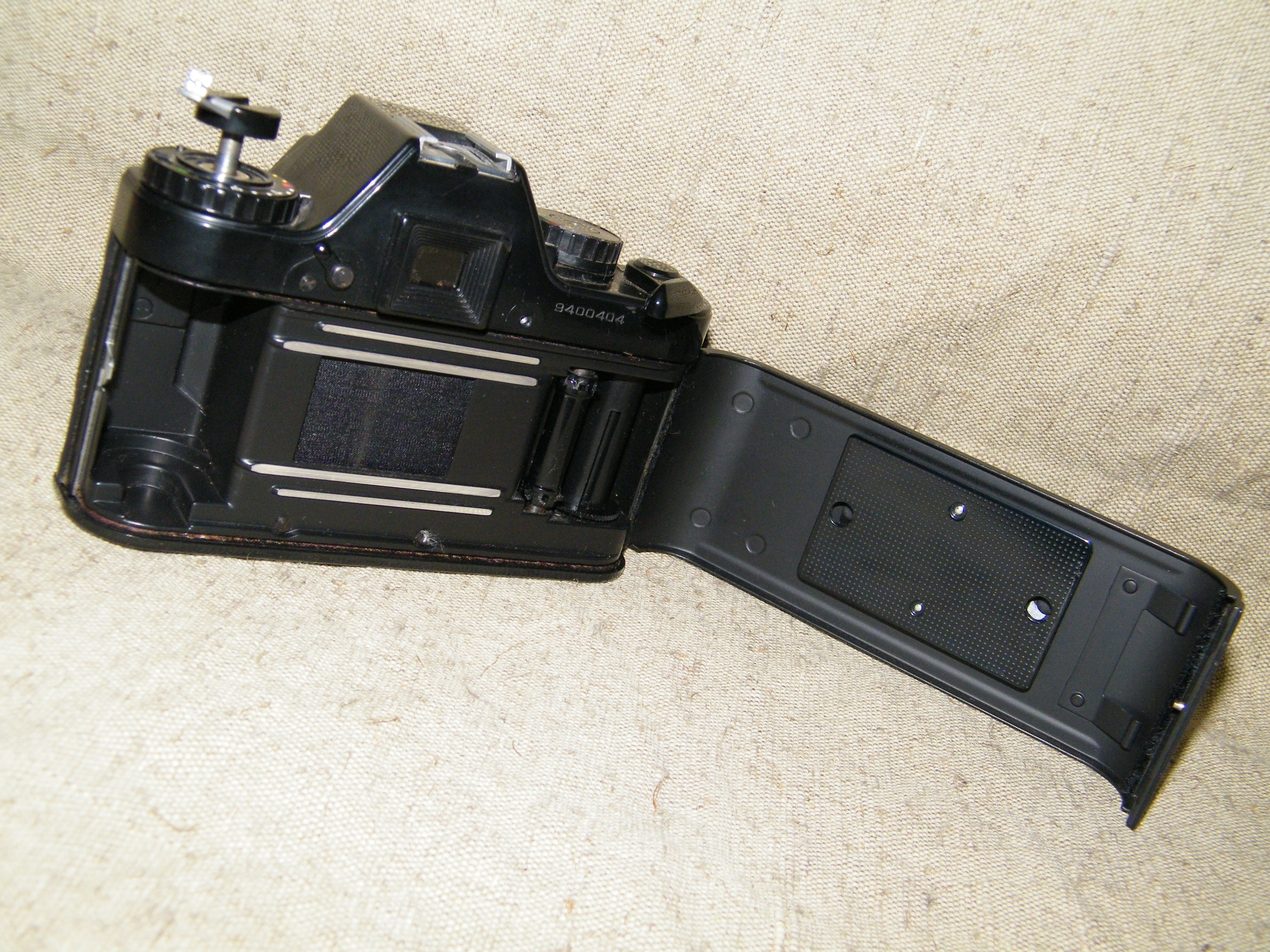
Задняя стенка открыта.
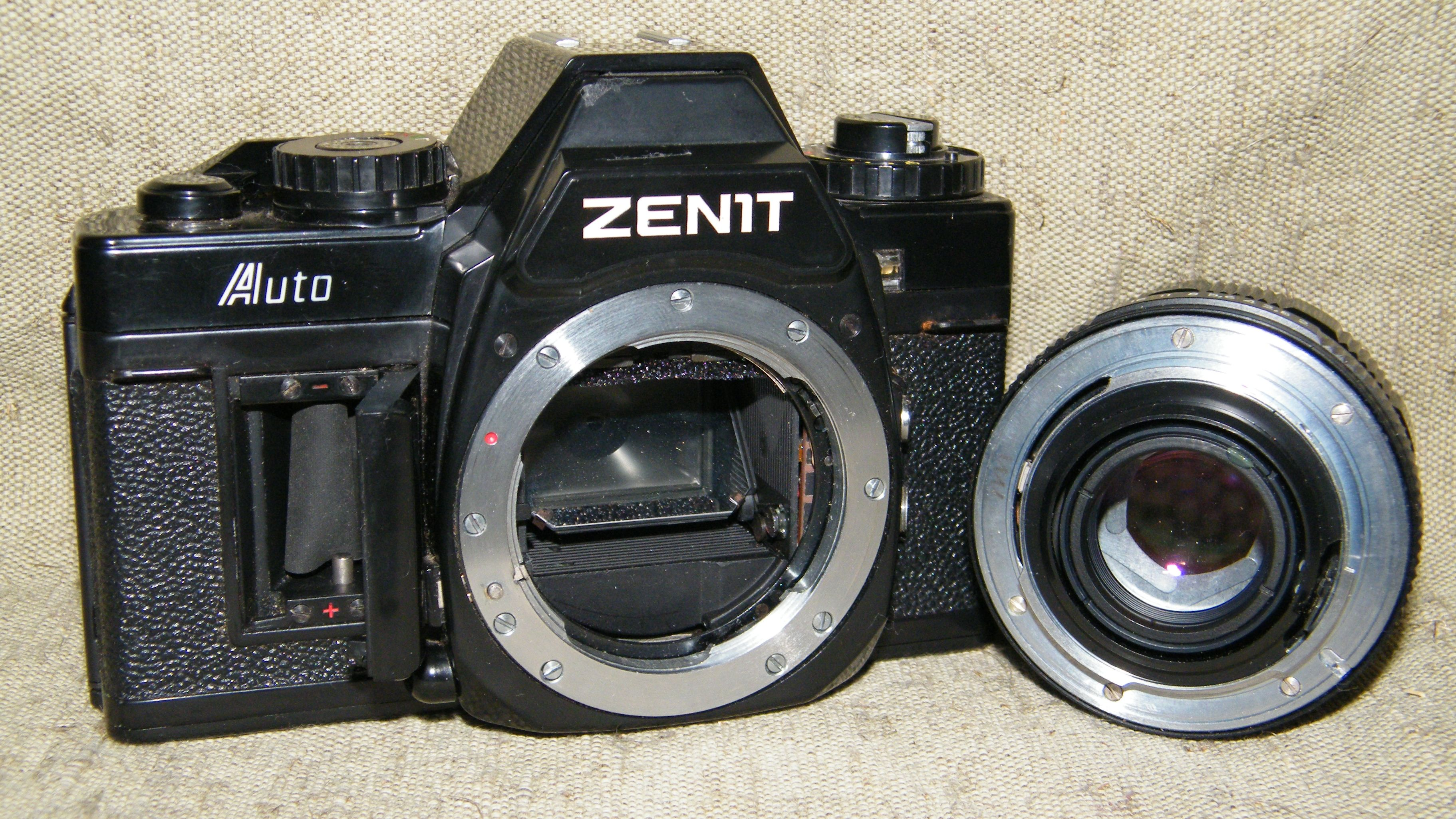
Батарейный отсек открыт, объектив отсоединён.

## Модели семейства «Зенит-Автомат»
- «Зенит-14» — упрощённая модификация фотоаппарата «Зенит-Автомат». Полуавтоматическая установка экспозиции. Вместо диска режимов фотоаппарата установлена головка установки выдержек. В 1987—1990 годах выпущено 567 экземпляра.
- «Зенит-АМ» — модификация фотоаппарата «Зенит-Автомат». Фокальный затвор с матерчатыми шторками земенён на фокальный затвор ФЗЛ-84 с металлическими ламелями (затвор применялся на поздних выпусках аппаратов «Зенит-19» и «Зенит-18»). Затвор с металлическими ламелями позволил уменьшить шумы и вибрацию при работе. Выдержка синхронизации с электронной фотовспышкой — 1/125 с. При отсутствии источников питания затвор отрабатывает выдержку 1/125 с и «В». Штатный объектив: «MC Гелиос-44K-4» 2/58 или «MC Гелиос-77K-4» 2/50. «Зенит-АМ» по остальным техническим характеристикам идентичен модели «Зенит-Автомат». В 1988—1999 году выпущено 11802 экземпляра.
- «Зенит-АМ2» — фотоаппарат «Зенит-АМ» без электронного автоспуска. В 1992-1997 году выпущено 27240 экземпляра.
- «Зенит-АМ3» — модификация фотоаппарата «Зенит-АМ2», серийно не выпускался. В 1993-1994 году выпущено 13 шт. Автоспуск отсутствовал.

## Дальнейшие разработки КМЗ
«Зенит-АП» («Зенит-Автомат-Полуавтомат») — перспективное семейство однообъективных зеркальных фотоаппаратов, разработанных к 1992 году на основе модели «Зенит-Автомат».
Основное отличие — возможность как работы в автоматическом режиме (приоритет диафрагмы) так и в полуавтоматическом (подбор диафрагмы при установленной выдержке с помощью TTL-экспонометрического устройства). Диск режимов фотоаппарата сохранён. Индикация о правильной экспозиции при помощи светодиодного индикатора. На верхней панели вместо головки экспокоррекции установлена головка установки выдержек (совмещена с диском ввода значений светочувствительности фотоплёнки). Предусмотрена и ручная установка экспозиции.
Выпущено две модификации:
- «Зенит-АПМ» — с фокальным ламельным затвором ФЗЛ-84 производства КМЗ, затвор применялся на фотоаппаратах «Зенит-АМ», «Зенит-АМ2», а также на поздних выпусках аппаратов «Зенит-19» и «Зенит-18». В 1994—1995 году выпущено всего 15 экземпляров.
- «Зенит-АПК» — с фокальным ламельным затвором японской фирмы «Copal». В 1992—1998 году выпущено 6.394 экземпляра.

По техническим характеристикам фотоаппараты идентичны.